# Żary
Żaryⓘ (em latim: Sara, Sarove; em alemão: Sorau; em baixo sorábio: Žarow) é um município, que também é uma comuna urbana e sede da comuna rural de Żary, localizada no oeste da Polônia. Pertence à voivodia da Lubúsquia, no condado de Żary.
Estende-se por uma área de 33,5 km², com 36 559 habitantes, segundo o censo de 31 de dezembro de 2021, com uma densidade populacional de 1 091,3 hab./km² (a maior cidade da parte polonesa da Lusácia, às vezes chamada de “capital polonesa” ou “Lusácia Oriental” e a 4.ª maior cidade da voivodia).

## Localização

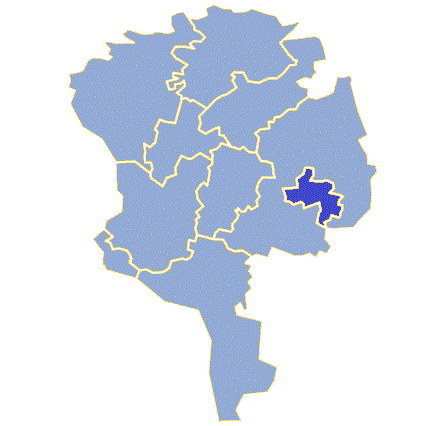
Localização da comuna no mapa do condado

Żary está localizada na parte leste da região de Wzniesienia Żarskie e na parte sudeste na região de Bory Dolnośląskie. A cidade está situada entre dois afluentes do rio Óder: o Bóbr e o Nysa Łużycka.
Historicamente, esta área pertence à Baixa Lusácia. Em termos de planejamento urbano, a cidade desenvolveu-se para o norte, porque as colinas de Żarskie, bastante íngremes, dificultavam a colonização ao sul.
Segundo dados de 31 de dezembro de 2021, a área da cidade era de 33,5 km², incluindo: terras agrícolas 39%, terras florestais 20%. A cidade constitui 2,39% da área do condado (a maior cidade da parte polonesa da Lusácia[a] — conhecida como a “capital da Lusácia Oriental”[3] — e a quarta maior em termos de população na voivodia).

## Geografia
O planalto de Żary consiste em duas partes principais: o centro, que compreende as colinas de Żary, que atingem uma altura considerável de 227 m acima do nível do mar ao norte do vilarejo de Łaz, e a depressão, com córregos e rios que descem pelas encostas, com o ponto mais baixo ao norte do vilarejo de Olszyna a 90 m acima do nível do mar. Em termos de relevo, a área ao norte da cidade é uma planície e somente a área ao sul de Żary, entre Kunice e o vilarejo de Łaz, tem um relevo variado. A própria Żary, que está localizada na encosta da planície mencionada acima, tem uma posição hipsométrica variada. O centro da cidade está situado em um amplo vale, enquanto ao sul e ao norte há colinas. As colinas mais íngremes estão na parte norte, limitando o desenvolvimento da cidade nessa direção. As colinas ao sul têm um formato muito mais suave e é onde se localiza o maior desenvolvimento urbano. Essa forma de relevo foi fundamentalmente influenciada pela geleira e suas águas, que tiveram um efeito acumulativo e erosivo. O planalto de Żary é uma extensão das Montanhas Kocichy e tem em seu núcleo colinas pré-diluviais enterradas pela geleira como a chamada morena empilhada. A geleira mais jovem (Versovien II) cobriu apenas as colinas de Gubin e o planalto de Zielona Góra, mas deixou pedaços de blocos de gelo na glaciação anterior (Versovien I). Isso criou uma série de bordas ocas, escavadas pelas águas da camada de gelo derretido. Elas depositaram simultaneamente areias e cascalhos, que formaram leques aluviais e grandes planícies de areia.

## Toponímia
O nome original da vila era o nome lusaciano Žarow, que provavelmente vem da queima de florestas em processo de desflorestação e significa um lugar queimado, desmatado. Após a conquista dos polábios das tribos sorábias que viviam na Lusácia na Idade Média, o nome foi posteriormente germanizado para Sorau. Em 1613, o regionalista e historiador da Silésia Mikołaj Henel de Prudnik mencionou a cidade em seu trabalho sobre a geografia da Silésia intitulado Silesiographia dando seus nomes latinos: Soravia, Sora.
Pouco depois de 1945, a cidade passou a se chamar Żuraw, Żóraw, Żarów e em maio de 1946 o nome Żary foi oficialmente introduzido.

## História

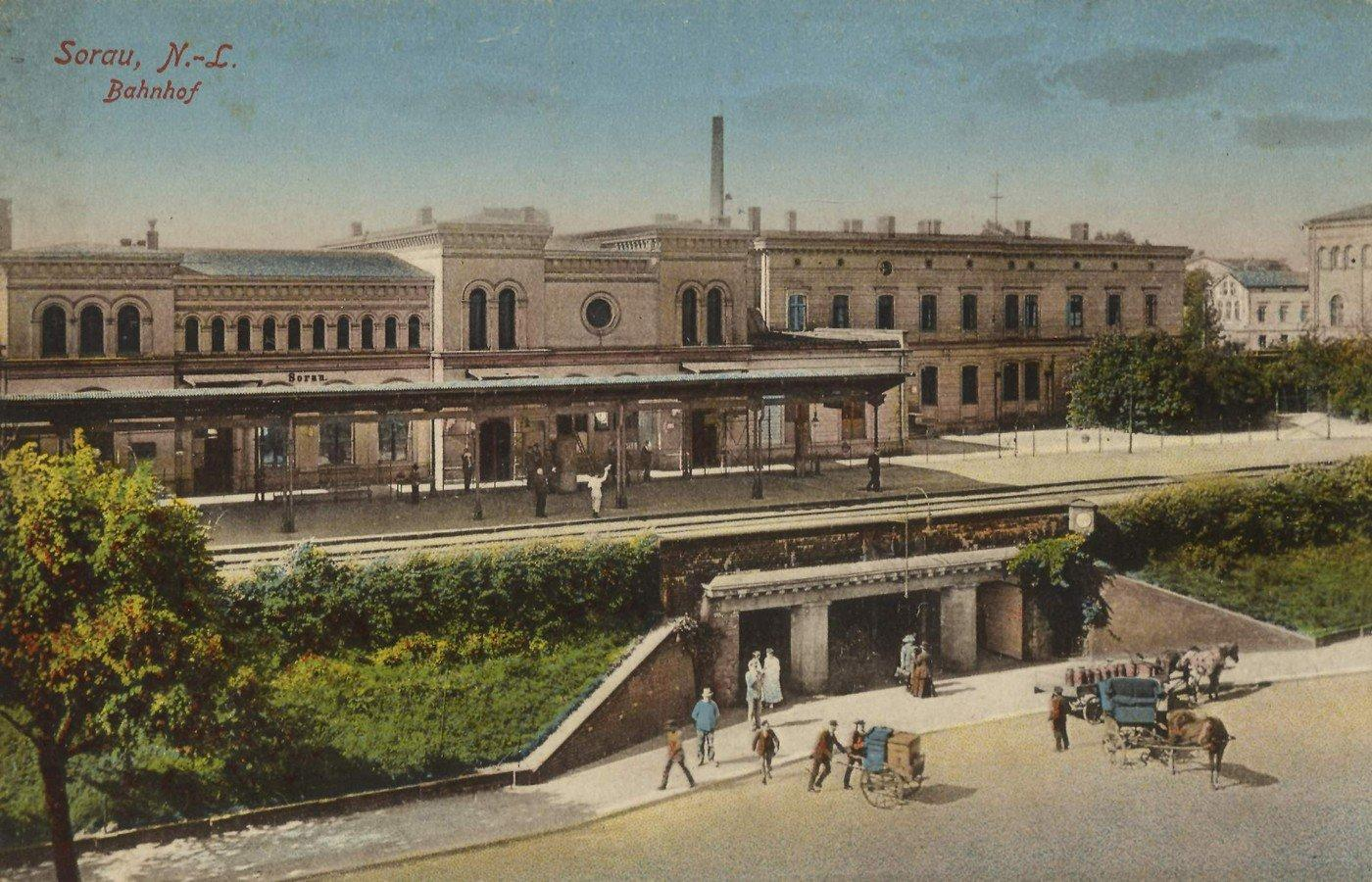
Estação ferroviária ("início do século XX"); descrição do cartão-postal local Sorau N.-L., ou seja, Niederlausitz

### Período até a concessão dos direitos municipais
O nome Zara apareceu pela primeira vez em 1007 na crônica de Dietmar de Merseburgo, que descreve a guerra entre Boleslau I, o Bravo e Henrique II. Em 963, o território da Lusácia, incluindo Żary, foi conquistado por Gero I. Depois disso, a tribo Zara provavelmente constituiu uma unidade territorial independente, mas há especulações de que ela seria subordinada à Polônia ou à Boêmia. Os primeiros proprietários de Żary foram a família Dziewin, muito provavelmente a cidade era seu feudo desde cerca de 1200. Uma rota comercial chamada Rota Baixa ou Rota do Sal percorria o território da tribo Zara. Foi de grande importância para o desenvolvimento de Żary e da região na Idade Média e nos tempos mais recentes. Em 1207, a cidade foi cercada por paliçadas temporárias de madeira. e entre 1260 e 1274 por muros. Em 1260, Albrecht Dziewin concedeu a Żary um privilégio de fundação, concedendo-lhe os direitos de cidade.
Os proprietários de Żary foram: as famílias Devins, Packs, Bibersteins e Promnitz, cujas magníficas residências sobreviveram até hoje em várias condições. Por centenas de anos, a cidade foi o centro do Estado Livre de Żary-Trzebiel.

### Do século XIV a 1939

#### Afiliação ao Estado
Devido à história turbulenta, a cidade muitas vezes mudou de nacionalidade. Até 1364, a cidade esteve sob a supremacia dos Piastas da Silésia, até 1469 dos reis da Boêmia, até 1490 do rei da Hungria, até 1512 dos Eleitores saxões, até 1635 novamente dos reis da Boêmia, e até 1806 novamente os Eleitores saxões, que foram nos anos 1697–1706 e 1709–1763 ao mesmo tempo, os reis da Polônia e até 1815 o príncipe de Varsóvia e o rei da Saxônia. Sob as disposições do Congresso de Viena em 1815, Żary com toda a Baixa Lusácia tornou-se parte do Reino da Prússia.

#### Mudanças econômicas
No século XIV, começaram a surgir as guildas de costureiros, fabricantes de tecidos, cervejeiros, sapateiros e tintureiros. A cidade foi consumida por incêndios em 1424, 1619, 1684 e 1701. As maiores epidemias ocorreram no século XVI, levando à morte de dois terços de todos os habitantes. Particularmente notável foi a epidemia de 1551, da qual morreram 1 500 habitantes de Żary. A cidade hospedou os reis da Polônia, Augusto II, o Forte (em 1705, 1718 e 1730) e Augusto III, o Saxão (em 1748). No início da Terceira Guerra do Norte em 1700, por ordem de Augusto II, foi construído em Żary um armazém de grãos para as necessidades do exército saxão. Durante seu reinado, uma rota postal foi construída por Żary, ligando Toruń e Dresden.
Em 1830, foi fundada a fábrica de Johann Gottfried Frenzel (desde 1946, Fábrica de tecidos decorativos “Dekora”), a maior empresa, a primeira a começar a usar vapor para acionar uma tecelagem mecanizada. No século XIX, a cidade tornou-se um próspero centro industrial, dominado principalmente por fábricas têxteis, empregando 50% de todos os trabalhadores na indústria. No início do século XX, 55% de todas as exportações de linho da Alemanha para os Estados Unidos vinham de Żary. Devido à sua qualidade, os produtos da indústria de linho de Żary eram conhecidos em toda a Alemanha. Entre 1888 e 1945, havia uma fábrica de porcelana no local, cujos produtos eram amplamente conhecidos em todo o mundo.

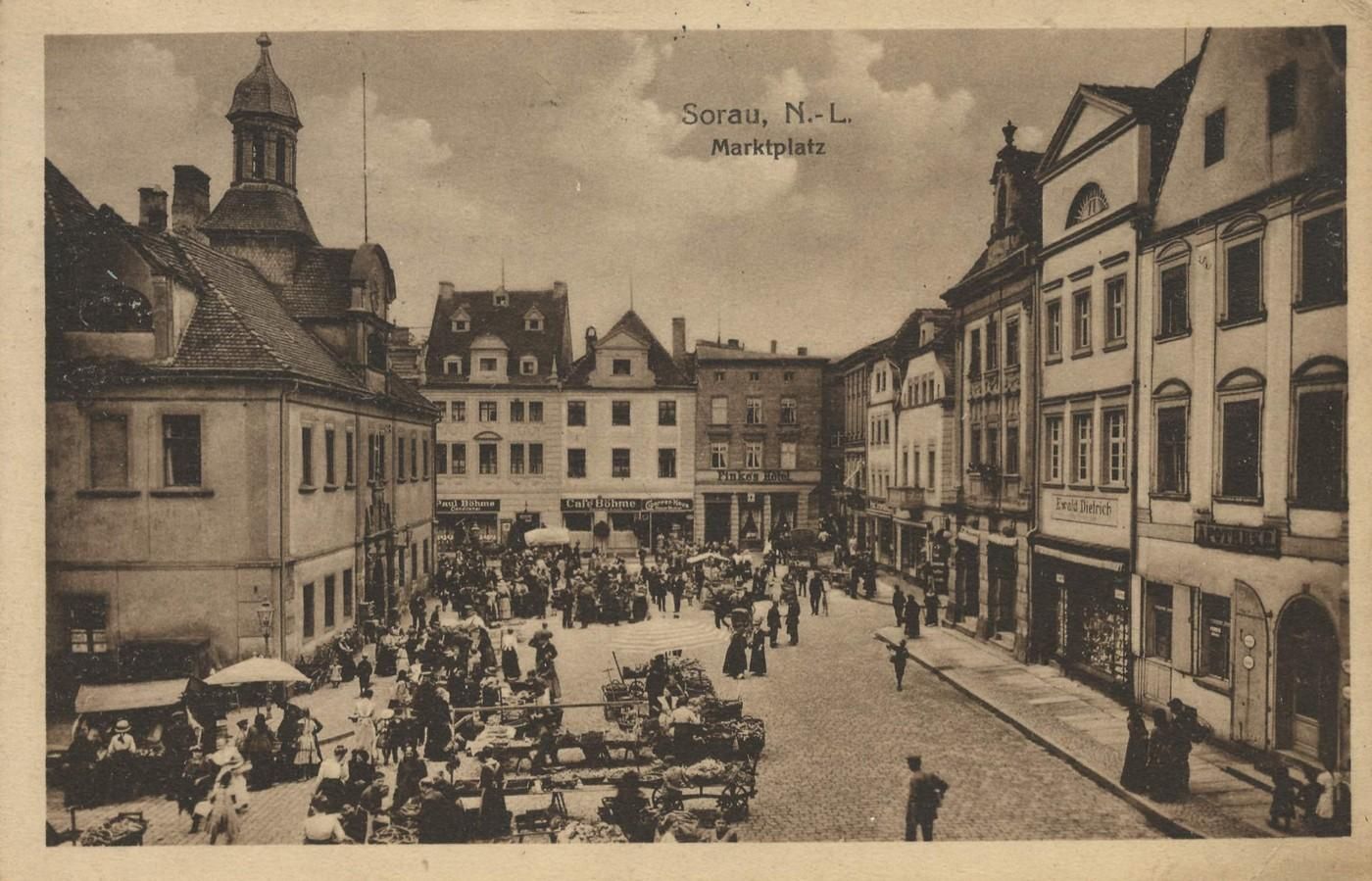
Praça principal em Żary (1921)

### Após 1939
Durante a Segunda Guerra Mundial, a partir de 1942, em Żary, uma filial da fábrica de aviação Focke-Wulf foi transferida para cá de Bremen. Após o ataque aéreo aliado em 11 de abril de 1944, por volta das 12h10, grande parte dos prédios da cidade velha incendiou ou ficou em ruínas. Em 1945, como parte da ofensiva, o Exército Vermelho chegou à cidade. Após batalhas com tropas alemãs, a cidade foi capturada em 16 de fevereiro de 1945 pelo 10.º Corpo de Guardas Blindados do 4.º Exército Blindado de Guardas e pelas tropas do 13.º Exército, pertencentes à Primeira Frente Ucraniana. Após a guerra, 4 mil alemães permaneceram em Żary e em 1939 eram 26 mil. Após a Segunda Guerra Mundial, por decisão da Conferência de Potsdam, desde 1945, é uma cidade da Polônia.
No final de agosto de 1945, 1 276 poloneses já haviam se instalado no condado e o número aumentou constantemente, chegando a 27 mil colonos poloneses em novembro de 1946. Em junho de 1946, o primeiro chefe administrativo do distrito polonês, Piotr Kania, assumiu o cargo no Palácio Promnitz. Em 1946, o conselho municipal foi criado nesse local. Em maio do mesmo ano, nos prédios do antigo hospital psiquiátrico em Żary, o 8.º Hospital Cirúrgico Móvel encontrou sua sede, que durante a guerra acompanhou o Segundo Exército Polonês e agora opera sob o nome de 105.º Hospital Militar de Fronteira.
A partir de 1946, a 11.ª Divisão de Infantaria, mais tarde transformada na 11.ª Divisão Mecanizada, ficou estacionada em Żary. Nos anos seguintes, como resultado de reorganizações subsequentes, seu lugar foi ocupado por algumas subdivisões da 11.ª Divisão Blindada de Dresden.
Em 1950, Żary, com todo o condado, foi transferida da voivodia da Breslávia para a recém-criada voivodia de Zielona Góra. Após a guerra, a maioria dos habitantes era poloneses expatriados das fronteiras orientais. Seus descendentes ainda cultivam as tradições da fronteira. Em 1972, Kunice foi anexada a Żary, resultando em um aumento de 11% na população da cidade.
Em 1977, foi concluída a construção da fábrica de aglomerado de partículas (hoje Swiss Krono), que deu emprego a mais de mil trabalhadores. Em 2001, a guarnição militar em Żary foi dissolvida e a maioria das instalações do quartel foi demolida.

## Monumentos históricos

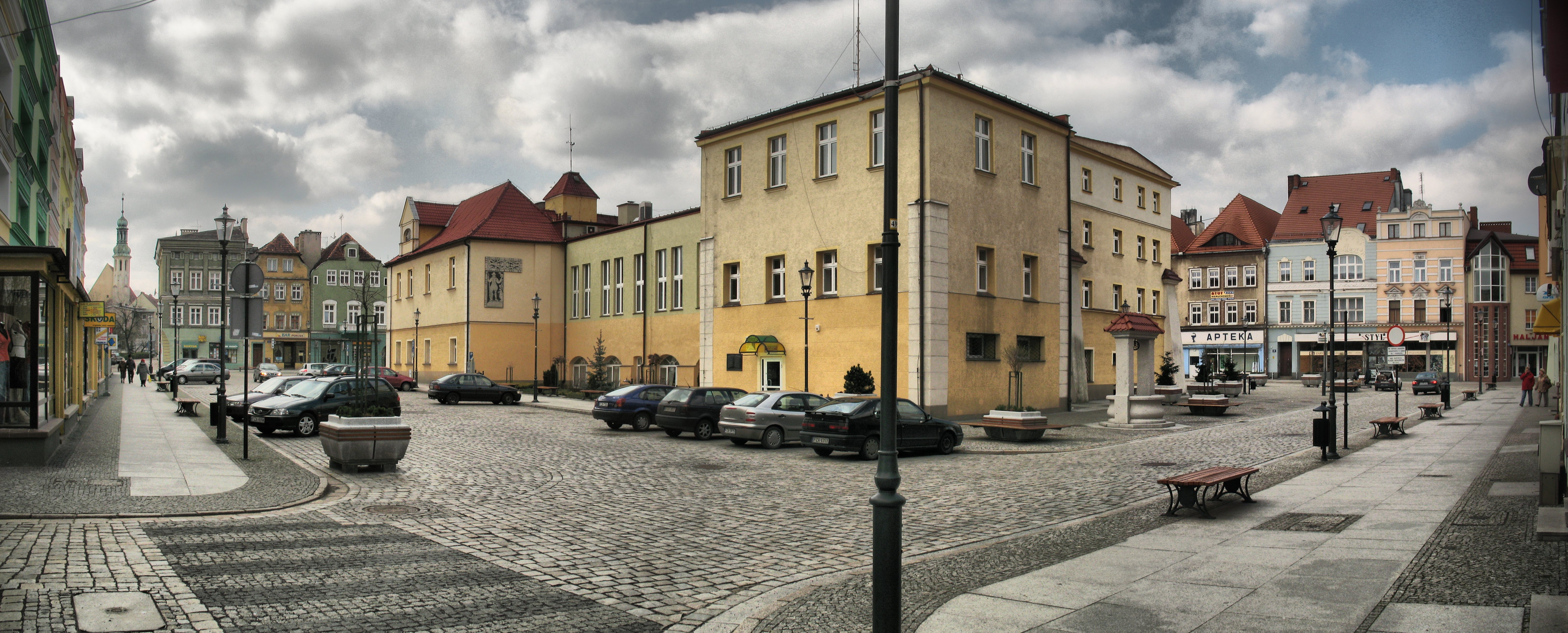
Praça do Mercado Velho em Żary

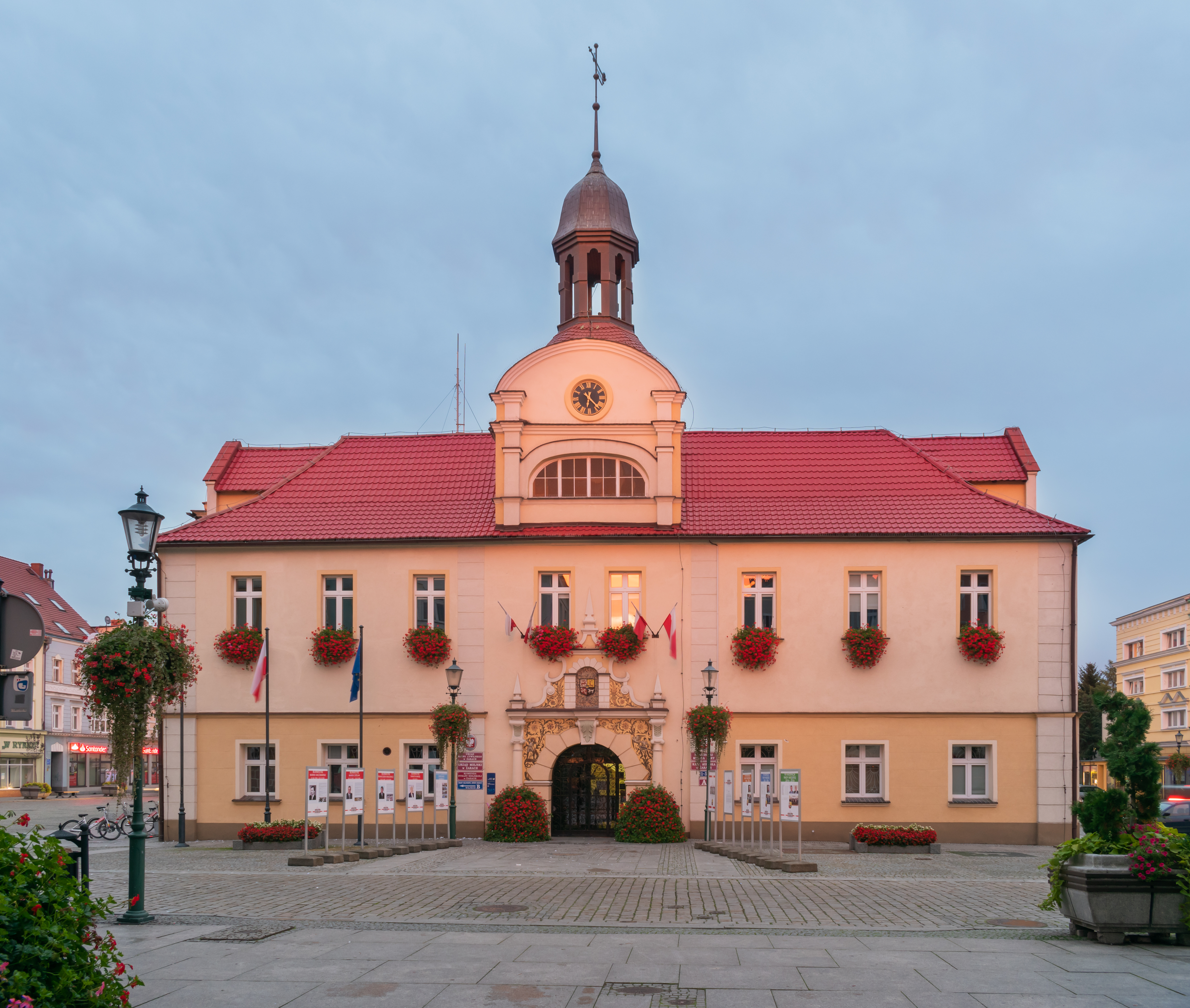
Prefeitura

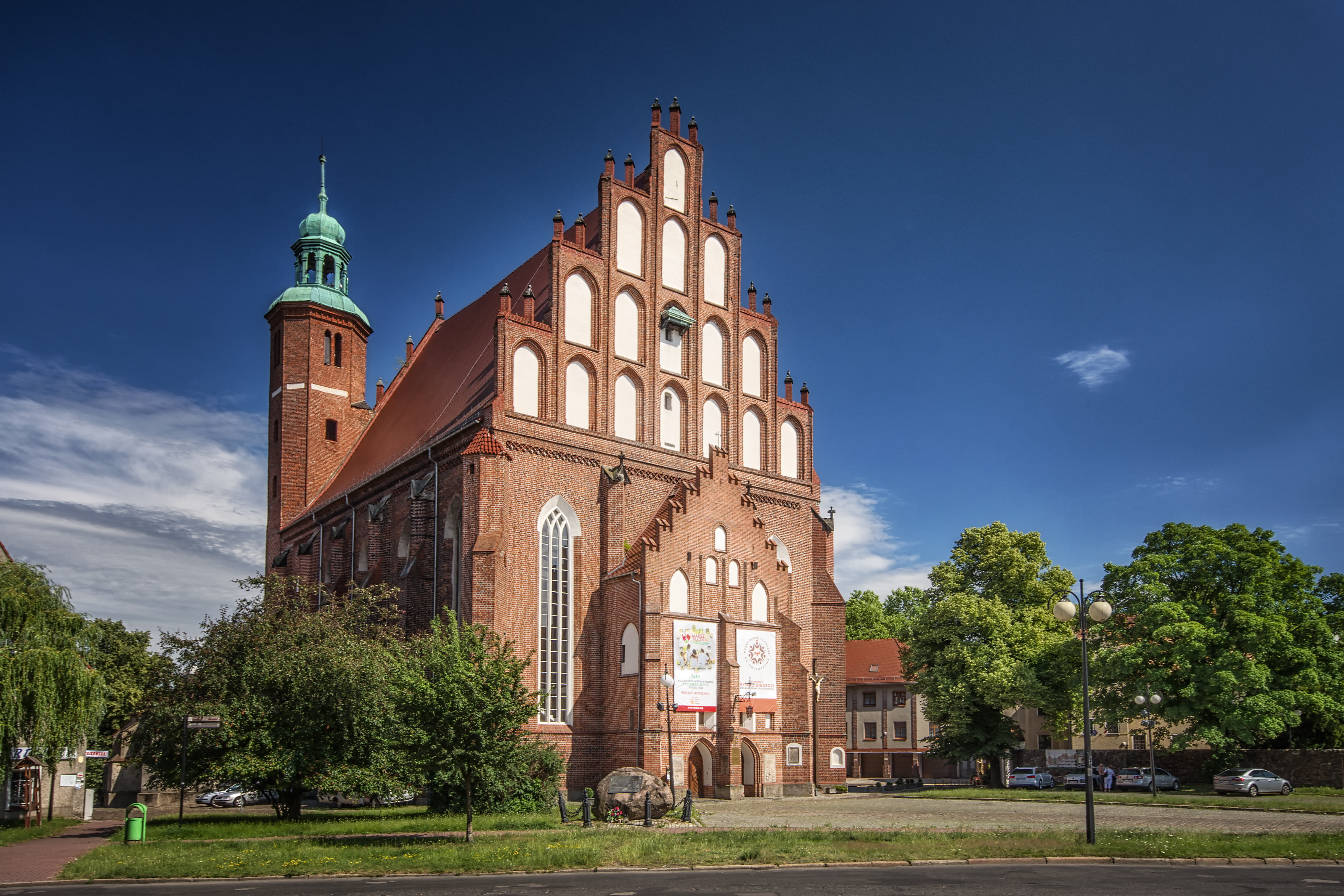
Igreja do Sagrado Coração de Jesus

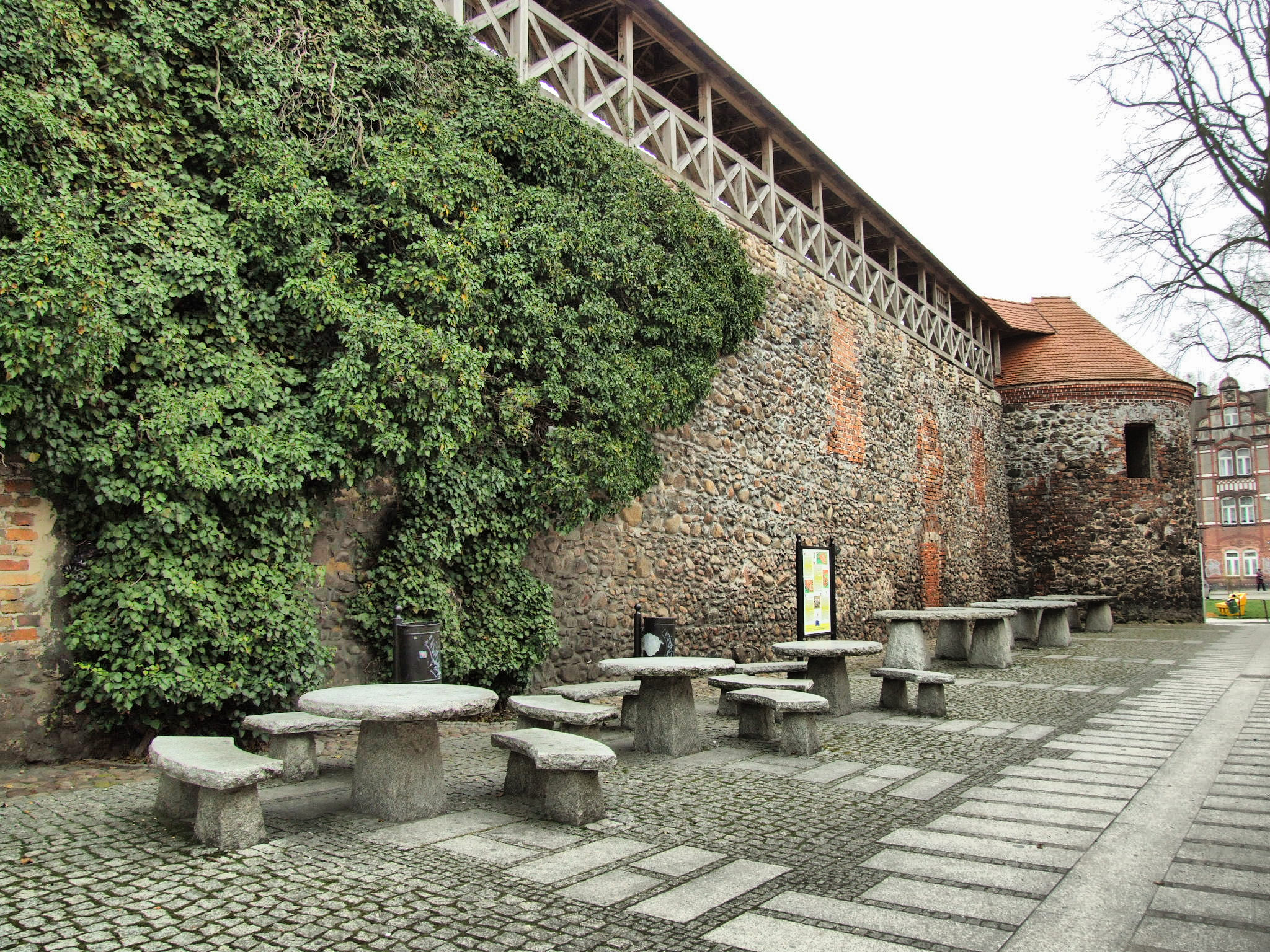
Fortificações da cidade (século XIV/XVI)

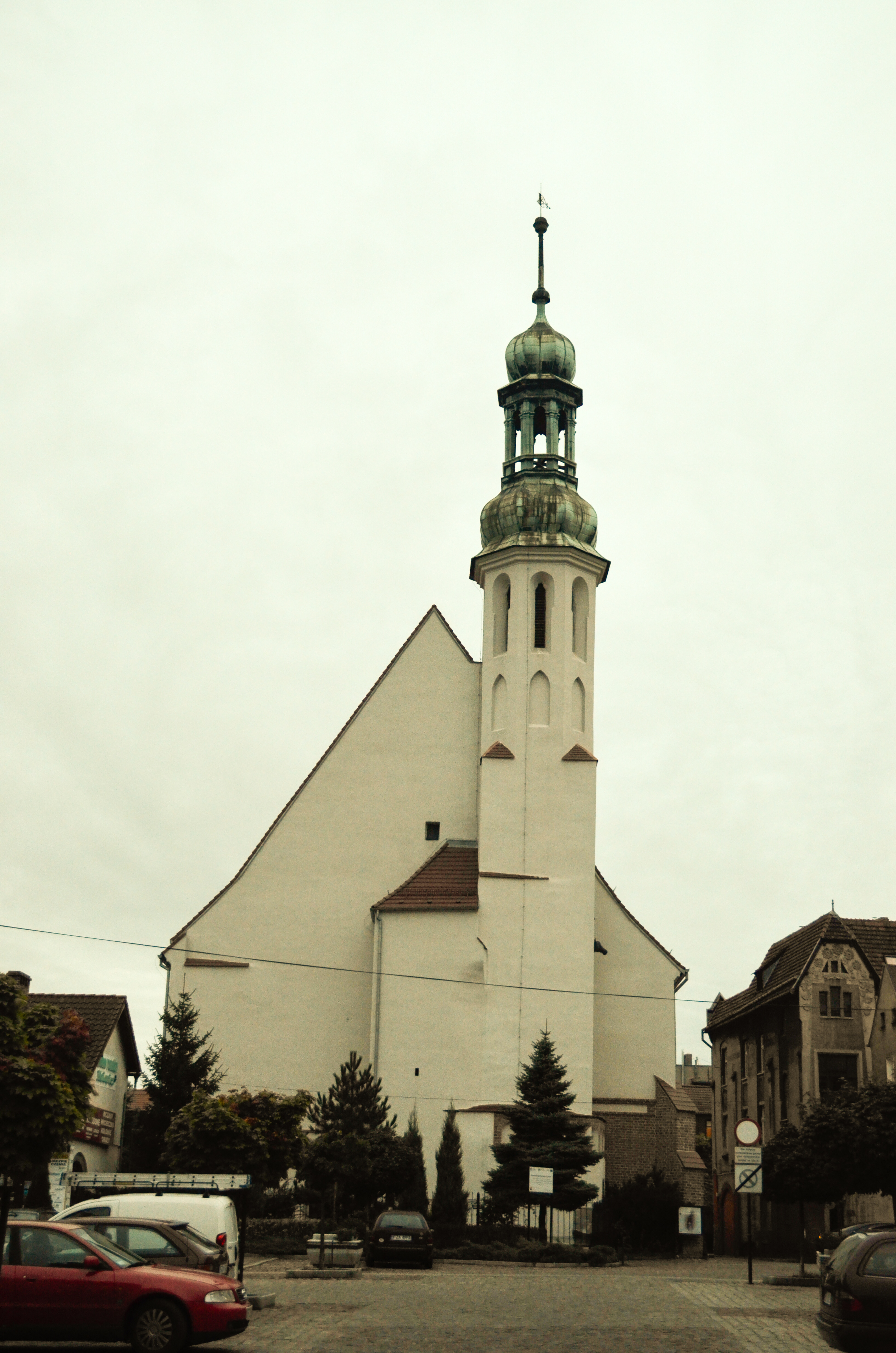
Igreja de Santa Bárbara, atualmente guarnição da Santa Exaltação da Cruz

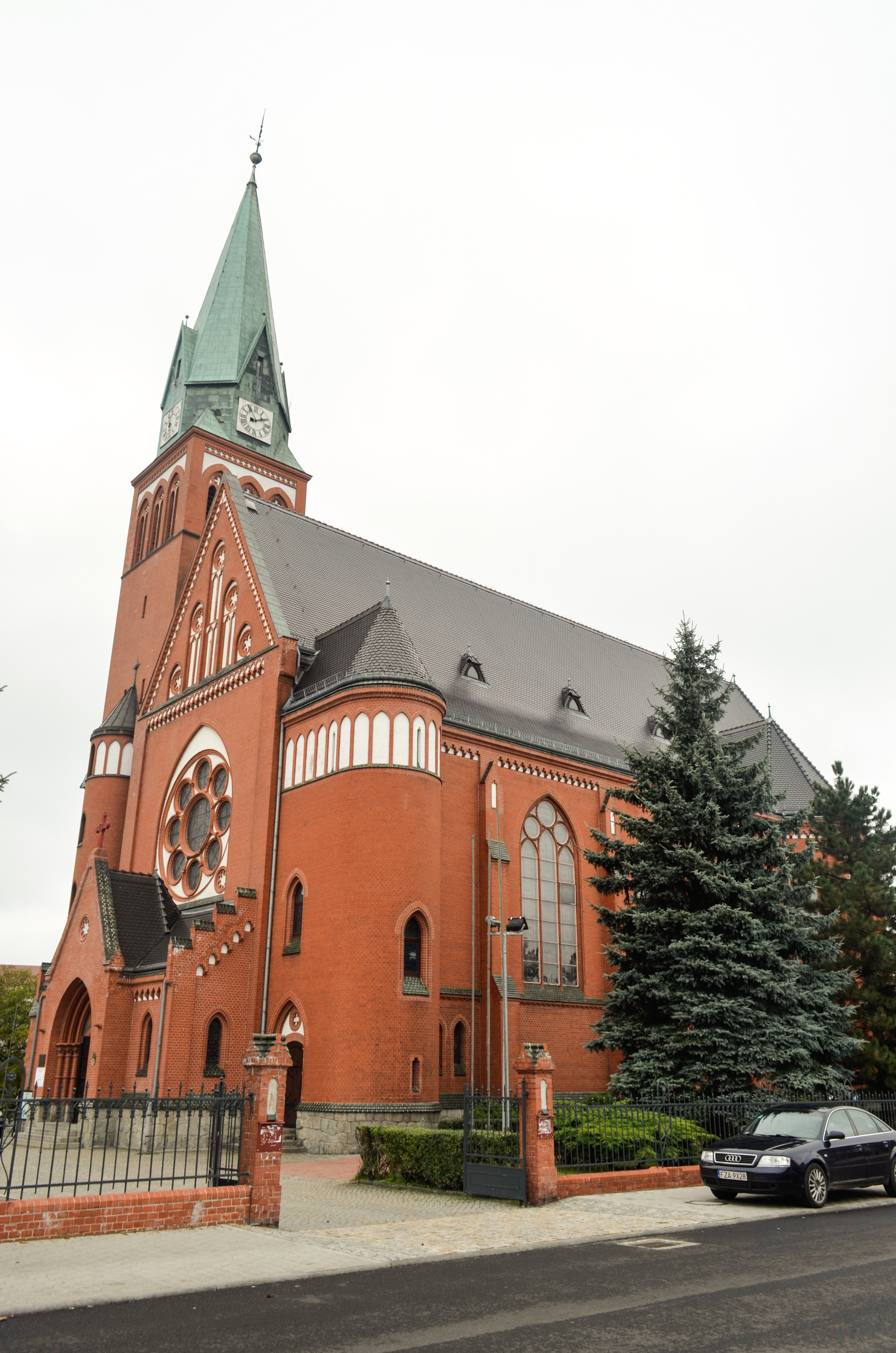
Igreja paroquial da Assunção da Bem-Aventurada Virgem Maria

Apesar dos graves danos causados pela guerra, muitos monumentos arquitetônicos interessantes sobreviveram em Żary e o traçado urbano-medieval permaneceu. Estão inscritos no registro provincial de monumentos:
- Cidade Velha
- Igreja paroquial da Assunção da Bem-Aventurada Virgem Maria, rua 11 Listopada, de 1914–1917
- Igreja do hospital dedicada ao Espírito Santo, atualmente uma igreja católica polonesa do Bom Pastor, rua Żaryska, do século XIV, reconstruída em 1702
- Igreja do cemitério, igreja filial de São Pedro, gótico, início da segunda metade do século XIII, reconstruída no século XIV, séculos XV/XVI, no século XVIII; construída em pedra de campo. Nave única com capela-mor mais estreita e mais baixa
- Complexo do mosteiro franciscano, dos séculos XIII-XIX, reconstruído no século XX: parte do mosteiro reconstruído em casa de malte, Kaczy Rynek 9, do século XIV/XV, reconstruída no século XIX; escola nas fundações da ala do mosteiro, praça Botwin, não existe
- Catacumbas — claustros no cemitério, dos séculos XVII a XIX
- Igreja de Santa Bárbara, atual igreja da guarnição da Exaltação da Santa Cruz, praça Jagiełło, dos séculos XIV a XV, reconstruída no século XVIII
- Igreja evangélica, atualmente a igreja filial católica dedicada a Nossa Senhora do Rosário, praça Inwalidów 13/14, do século XVIII, em 1873, em 1988
- Muralhas defensivas, vestígios das fortificações medievais da cidade dos séculos XIV/XVI, parcialmente restauradas, fragmentos de muralhas, duas torres
  - Portão Inferior, rua Osadników Wojskowych, do século XIV, reconstruído no século XVI
- Complexo do castelo, dos séculos XIV a XVIII:
  - Castelo Dewinów-Biberstein — castelo gótico construído por iniciativa de Albrecht Dziewin na segunda metade do século XIII, reconstruído em 1540-1549 pela família Biberstein e ganhou um caráter renascentista
  - Palácio Promnitzów, barroco, projetado pelo arquiteto suíço Giovanni Simonetti; foi construído nos anos 1710–1728 como um complexo monumental de quatro alas com um pátio no meio, adjacente ao castelo
  - Palácio com jardim “Akademia Rycerska”, na rua Domanski, construído em 1723, convertido em um hospital psiquiátrico em 1812 e, após a Segunda Guerra Mundial, em um hospital militar[25][26]
  - Parque geométrico, rua Domański, do século XVIII com o Portão Azul de 1708
  - Antiga fazenda do castelo, rua Poznańska, do século XVIII: um celeiro; cavalariça; anexo; destilaria; estábulo, quatro casas, rua Poznańska 3-a-b-c-d
- Prefeitura, praça principal, do virar dos séculos XIV e XVI, reconstruída no século XVIII, no século XX com portal renascentista
- Casas, rua Armii Krajowej 2, 3a, 4, 5, 6, dos séculos XIX/XX
- Casas, rua Artylerzystów 6, 7, 10, dos séculos XIX/XX
- Casas, rua Bohaterów Getta 1, 23, 25, 29, dos séculos XIX/XX
- Casas, rua Broni Pancernej 1, 6, dos séculos XIX/XX
- Casas, rua Śródmiejska 1, 4, 5, 7, 11, 14, 15, 20, 26, 28, dos séculos XIX/XX
- Destacam-se os prédios residenciais que cercam a praça principal e na rua Król Bolesława Chrobrego — a principal artéria comercial da cidade; os mais antigos são do século XVII
  - Casas, rua Chrobrego 1, 1a, 3, 4, 5, 7, 8 / 8a com anexos, 9, 10, 11, 12, 13, 14, 15, 16, 20, 21, 23 originalmente capela, 25, 26-27, 28, 29, 35, 40, dos séculos XIV a XX
- Casa, rua Cicha 1, dos séculos XVII e XVIII
- Prédio residencial, rua Górnośląska 2, dos séculos XIX/XX
- Casas, praça Inwalidów 2, 7, 11, dos séculos XVII, XVIII e XIX
- Casas, rua Kąpielowa 15, 24
- Casas, rua Kościelna 1 do século XVI, 1/2 dos séculos XIV-XV, 12 não existem, 13, dos séculos XVII e XVIII
- Complexo de edifícios, praça Kościelny: duas casas perto das muralhas defensivas; casas n.º: 7, 8, 9/10, 11, 12, 13, 14; há um presbitério gótico perto da igreja; edifício da superintendência gótico-renascentista. Hoje abriga o arquivo municipal; campanário do século XIV, com 28 metros de altura; é uma antiga torre defensiva gótica do início do século XIV, que foi erguida e adaptada a campanário no século XVI
  - Igreja do Sagrado Coração de Jesus, que se eleva sobre a Cidade Velha. É um templo gótico, cuja forma básica foi dada no século XV, e os fragmentos norte das paredes da igreja datam do século XII. Nos anos 1670–1672, uma capela barroca do Palácio Promnitz foi adicionada à parede leste, destruída em um bombardeio em 1944 e reconstruída na segunda metade da década de 1970[27]
- Casas, praça Lotników 9, 17, do século XV
- Casas, praça 1 Maja 1, 1a, 3a, 4, 4a, dos séculos XIX/XX
- Casa, rua Parkowa 1, dos séculos XIX/XX
- Casa, rua Mieszka I 24, do século XVII, não existe
- Casas, rua Moniuszki 32, 46, 58, dos séculos XVII, XIX e XX
- Casa, rua Ogrodowa 1, 2, 2a, 3, 13, dos séculos XIX e XX
- Casas, rua Osadników Wojskowych 1/2 prédio residencial de 1910, 10, 11, 12, 13, 34, já não existem desde os séculos XVII e XVIII; e 31/33, 35, 40, 46,52, 53, dos séculos XVII e XVIII, no século XIX
- Prédio residencial com anexo, rua Cadetes 2, de 1907
- Casas, rua Podchorążych 3, 6, 7 com um anexo, 9/10, 11, 25; 26 e 35 e 38 não existem; 32, 39, 40, 45, 46, dos séculos XVIII e XIX
- Casas, praça Przyjaźni 1, 1a, 4, 5, 9.1 7, do século XIX, reconstruídas no início do século XX
- Prédio residencial, praça Przyjaźni 12/11, de 1898
- Casas, praça principal, 6/7, 10, 11, 31, 32/33, 35, 36, dos séculos XIX e XX
- Pousada “Pod Złotą Gwiazdą”, praça principal 12, de 1770, reconstruída no século XIX
- Casas, praça principal 13, 15, 16, 17, 18, 19, 20, 37, dos séculos XVII/XVIII, reconstruídas no século XIX e no século XX
- Casa, rua Spokojna 1, dos séculos XIX e XX
- Casas, rua Wrocławska 7, 11, 14, 16, 17, 19, 21, dos séculos XIX e XX
- Casa, praça Zamkowy 1, do século XVI, reconstruída no século XVIII, no século XIX, não existe
- Casa, rua Zielona 1/2, dos séculos XIX e XX
- Casa, rua Żaryska 1, 2 do século XVII, 4, 9, 11, 15, 17 dos séculos XVII e XVIII, 22, 23/25, 26, 34, 37a, 42, dos séculos XIX e XX
- Castelo de água, rua Lotników do início do século XX
- Cervejaria (ruína), avenida Jana Pawła II, de meados do século XVIII, não existe
- Antigo complexo da fábrica têxtil Stiller, rua Kaszubska 41, de 1900 a 1902: prédio administrativo; garagens; oficina de carpintaria; oficina elétrica; caldeira; * Armazém
- Edifício de produção, atualmente um edifício de escritórios no antigo complexo da tecelagem Frenzla, rua Broni Pancernej 6, do século XIX: chaminé ao lado da antiga sala das caldeiras
- Capela da reconciliação, avenida Wojska Polskiego[28]

Distrito de Kunice
- Igreja Evangélica, atualmente igreja católica de Nossa Senhora do Escapulário, rua Wyzwolenia, de 1895
- Presbitério do século XVIII.

Outros monumentos:
- Sinagoga
- Sinagoga, rua Zaułek Klasztorny
- Antigo cemitério judeu
- Novo cemitério judeu
- Floresta Verde, as três torres são uma grande atração da floresta, corpo de bombeiros, torre de observação, construída antes da guerra na colina mais alta de Wzniesienia Żarów (227 m acima do nível do mar), e a Torre Promnitz; em dias claros, pode-se admirar o panorama da cidade e as montanhas Karkonosze; é um dos locais preferidos para os passeios de fim de semana dos moradores, adjacente à fronteira sul da cidade.

## Monumentos e homenagens

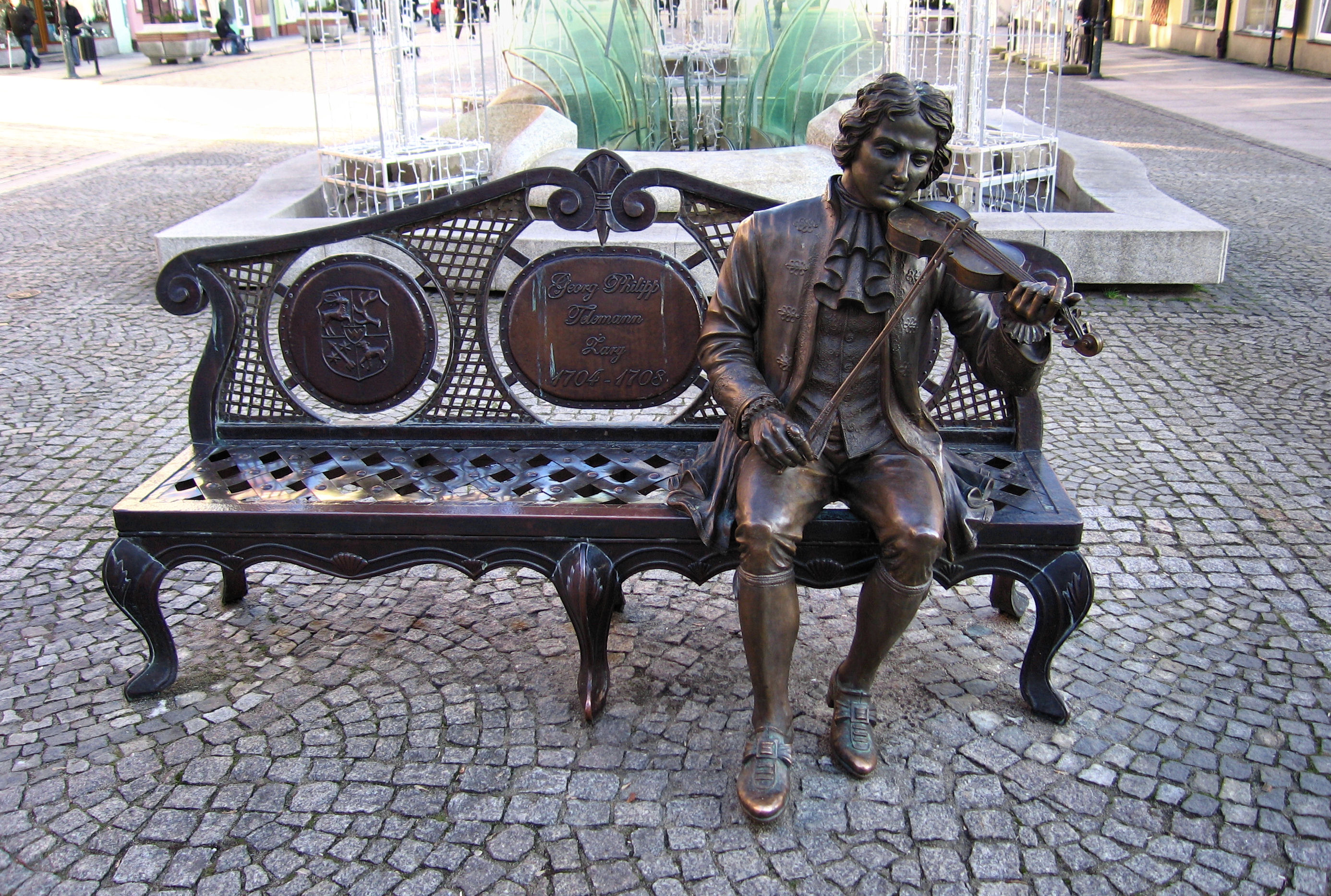
Monumento a Georg Philipp Telemann (2010)

- Monumento ao milésimo aniversário do Estado polonês na rua Podwale (1966)[29]
- Placa na igreja da Elevação da Santa Cruz, em homenagem aos médicos militares assassinados pelo NKVD do Hospital do 3.º Distrito em Hrodna e do Hospital do 9.º Distrito em Brest, projetada e financiada por Krzysztof e Zbigniew Kopociński do 105º Hospital Militar da Fronteira (2007).[30]
- Monumento ao soldado polonês na igreja de São José, o Esposo (2008). No pedestal lista, entre outros, os Legionários e as Águias de Lwów). Um monumento às vítimas polonesas do genocídio ucraniano de 1939 a 1947 foi erguido ao lado dele[31]
- Monumento a Georg Philipp Telemann (2010)
- Placa junto de um carvalho no terreno do 105.º Hospital Militar de Fronteira, em homenagem ao tenente-coronel Kazimierz Maciejewski, chefe sênior de oftalmologia do 3.º Hospital Distrital em Hrodna, assassinado pelo NKVD em 1940. A placa foi concebida e projetada por Krzysztof e Zbigniew Kopociński (2011)[32]
- Placa junto de um carvalho na Avenida da Memória Nacional na rua Szymanowskiego, em homenagem ao poeta Zygmunt Rumel, assassinado pelo Exército Insurreto Ucraniano (UPA) na Volínia(2013)[33]
- Placa no edifício do 105.º Hospital Militar de Fronteira, em homenagem aos comandantes do hospital (2014).[34]
- Monumento aos deportados da Sibéria (2015)[35]
- Placa na rua Podwale, em homenagem aos ucranianos justos que auxiliaram os poloneses durante o genocídio nas fronteiras orientais (2015)[33]
- Placa no edifício do 105.º Hospital Militar de Fronteira, em homenagem ao oficiais-médicos do hospital: Coronel Dr. Jerzy Rowiński, também conhecido como “Jurand”[36] e Major Zbigniew Badowski conhecido como “Dr. Zbigniew”,[37] que lutaram na Revolta de Varsóvia (2015)[38]
- Cruz da Volínia no Cemitério Comunal em Żary, em homenagem às vítimas do genocídio cometido pela OUN-UPA na Volínia e na Pequena Polônia Oriental. Os criadores e designers da Cruz da Volínia foram Krzysztof e Zbigniew Kopociński, e os financiadores foram os empresários de Lubusz, Anna e Eugeniusz Ślawski (2016)[39]
- Placa na igreja da Elevação da Santa Cruz, em homenagem ao professor Bolesław Jałowy, assassinado pelo Exército Insurreto Ucraniano em Lviv, financiada pelos irmãos Krzysztof e Zbigniew Kopociński (2018)[40]
- Monumento aos Soldados de Wyklętych na igreja da Bem-Aventurada Virgem Maria (2018)[41]

## Distritos e conjuntos habitacionais

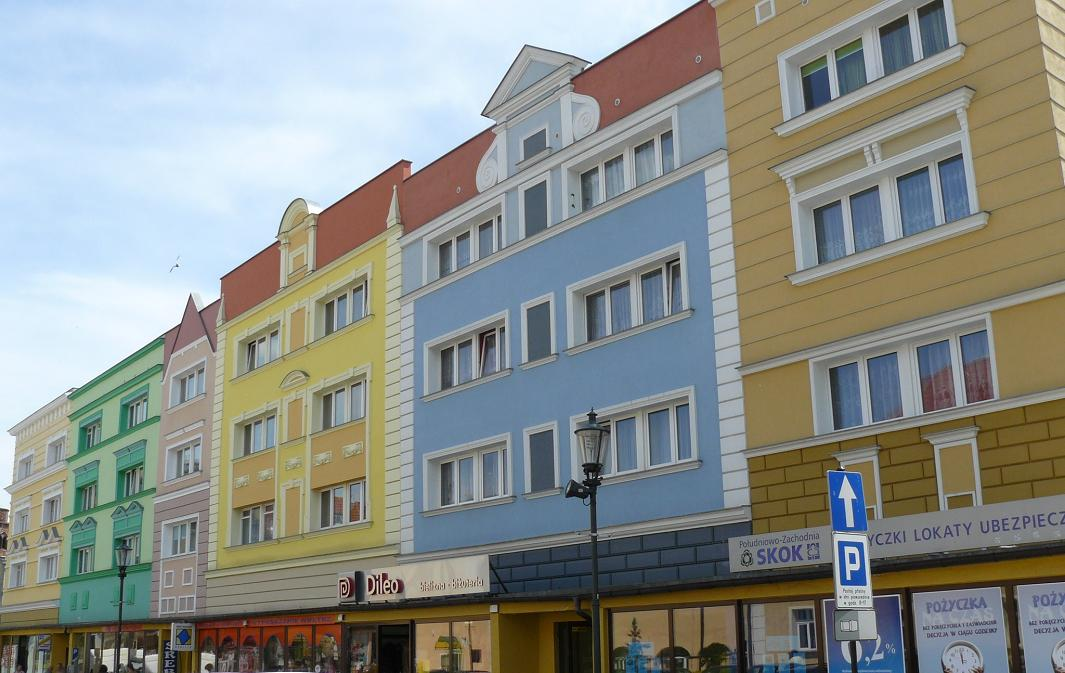
Revitalização de blocos de apartamentos na Cidade Velha de Żary

A cidade é uma comuna uniforme com estatuto urbano, sem a divisão legal do seu território em bairros e conjuntos habitacionais, ou seja, unidades auxiliares da comuna. No entanto, na cidade há uma divisão costumeira de suas partes individuais devido à localização dessas áreas e certas condições históricas e urbanas. Distritos e conjuntos habitacionais não constituem a divisão administrativa oficial da cidade. Estes são nomes comuns, comumente usados pelos habitantes locais.
Distritos:
- Śródmieście
- Zatorze
- Kunice
- Lotnisko
- Koszary
- Olszyna

Conjuntos habitacionais:
- Kronopol
- Muzyków
- Na Zatorzu
- Lotnisko
- Zawiszy Czarnego
- Sportowa
- Odbudowane
- Pisarzy
- Zielona Enklawa
- Pod Wieżą

## Demografia
Conforme os dados do Escritório Central de Estatística da Polônia (GUS) de 31 de dezembro de 2022, Żary é uma cidade pequena com uma população de 35 198 habitantes (4.º lugar na voivodia da Lubúsquia e 124.º na Polônia), tem uma área de 33,24 km² (6.º lugar na voivodia da Lubúsquia e 157.º lugar na Polônia) e uma densidade populacional de 1 057,90 hab./km² (13.º lugar na voivodia da Lubúsquia e 289.º lugar na Polônia). Nos anos 2002–2021, o número de habitantes diminuiu 6,9%.
Os habitantes de Żary constituem cerca de 37,24% da população do condado de Żary, constituindo 3,59% da população da voivodia da Lubúsquia.
| Descrição                         | Total      | Total     | Mulheres   | Mulheres  | Homens     | Homens    |
| --------------------------------- | ---------- | --------- | ---------- | --------- | ---------- | --------- |
| unidade                           | habitantes | %         | habitantes | %         | habitantes | %         |
| população                         | 35 198     | 100       | 18 625     | 52,9      | 16 573     | 47,1      |
| superfície                        | 33,24 km²  | 33,24 km² | 33,24 km²  | 33,24 km² | 33,24 km²  | 33,24 km² |
| densidade populacional (hab./km²) | 1 057,90   | 1 057,90  | 559,63     | 559,63    | 498,27     | 498,27    |

## Clima
Conforme a classificação climática de Köppen-Geiger, Żary situa-se na zona Cfb − clima temperado oceânico. Na cidade de Żary, a temperatura média anual é de 9,9° C. Nesta área, a precipitação média anual é de 708 mm. Está localizada no Hemisfério Norte. Os meses de verão são: junho, julho, agosto, setembro. O mês mais seco é abril, com 44 mm de precipitação. O mês mais quente do ano é julho, com temperatura média de 19,8 °C. A temperatura média mais baixa do ano ocorre em janeiro e é de aproximadamente -0,2 °C.
A diferença de precipitação entre o mês mais seco e o mais úmido é de 45 mm. A variação de temperatura durante o ano é de 19,9 °C. O mês com a maior umidade relativa é novembro (85%). O mês com a menor umidade relativa é junho (63%). O mês com o maior número de dias de chuva é julho (10 dias). O mês com o menor número é abril (7 dias).
| Dados climatológicos para Żary | Dados climatológicos para Żary | Dados climatológicos para Żary | Dados climatológicos para Żary | Dados climatológicos para Żary | Dados climatológicos para Żary | Dados climatológicos para Żary | Dados climatológicos para Żary | Dados climatológicos para Żary | Dados climatológicos para Żary | Dados climatológicos para Żary | Dados climatológicos para Żary | Dados climatológicos para Żary | Dados climatológicos para Żary |
| Mês | Jan                            | Fev                            | Mar                            | Abr                            | Mai                            | Jun                            | Jul                            | Ago                            | Set                            | Out                            | Nov                            | Dez                            | Ano                            |
| --- | ------------------------------ | ------------------------------ | ------------------------------ | ------------------------------ | ------------------------------ | ------------------------------ | ------------------------------ | ------------------------------ | ------------------------------ | ------------------------------ | ------------------------------ | ------------------------------ | ------------------------------ |
| Temperatura máxima média (°C) | 2,2                            | 3,8                            | 8,1                            | 14,4                           | 19,1                           | 22,3                           | 24,0                           | 23,8                           | 19,2                           | 13,6                           | 7,9                            | 3,7                            | 13,5                           |
| Temperatura média (°C) | −0,2                           | 0,8                            | 4,2                            | 9,7                            | 14,6                           | 18,0                           | 19,8                           | 19,5                           | 15,1                           | 10,2                           | 5,3                            | 1,7                            | 9,9                            |
| Temperatura mínima média (°C) | −2,6                           | −2,3                           | 0,4                            | 4,6                            | 9,4                            | 13,0                           | 15,1                           | 14,8                           | 11,0                           | 6,9                            | 2,9                            | −0,4                           | 6,1                            |
| Precipitação (mm) | 57                             | 44                             | 56                             | 44                             | 63                             | 69                             | 89                             | 71                             | 59                             | 50                             | 52                             | 54                             | 708                            |
| Dias com chuva | 9                              | 8                              | 9                              | 7                              | 9                              | 9                              | 10                             | 8                              | 8                              | 8                              | 8                              | 9                              | 102                            |
| Umidade relativa (%) | 82                             | 81                             | 76                             | 66                             | 64                             | 63                             | 66                             | 66                             | 72                             | 79                             | 85                             | 82                             | 73,5                           |
| Insolação (h) | 3,0                            | 3,9                            | 5,5                            | 8,8                            | 10,2                           | 11,1                           | 11,0                           | 10,3                           | 7,5                            | 5,2                            | 3,6                            | 2,9                            | 83,0                           |
| Fonte: Climate-Data.org Dados: 1991−2021: temperatura mínima (°C), temperatura máxima (°C), precipitação (mm), umidade, dias chuvosos. Dados: 1999−2019: horas de sol |                                |                                |                                |                                |                                |                                |                                |                                |                                |                                |                                |                                |                                |

## Comunidades religiosas

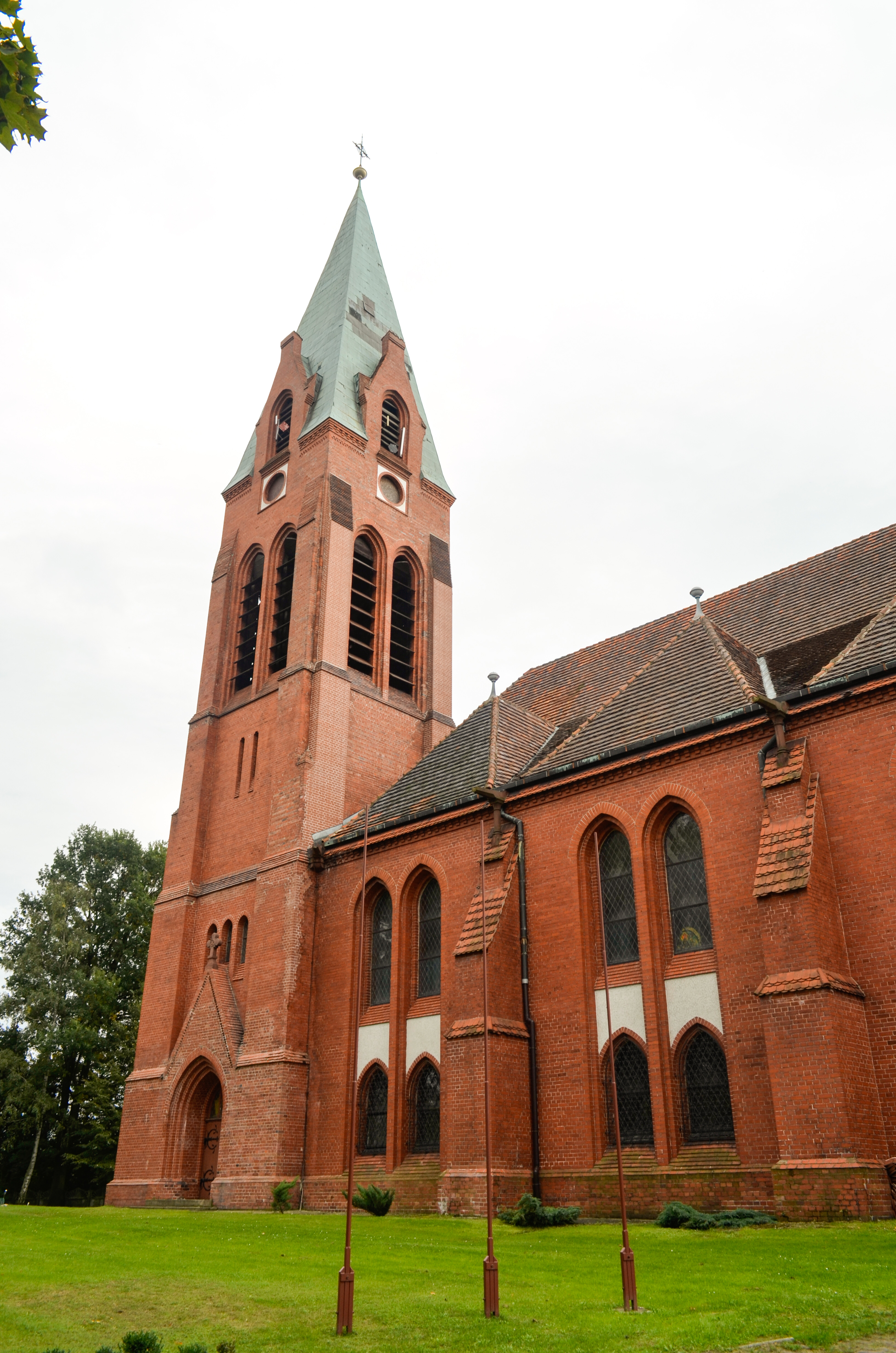
Igreja de Nossa Senhora do Escapulário (rua Wyzwolenia)

As seguintes igrejas e associações religiosas realizam atividades na cidade:
- Igreja de Deus em Cristo:
  - Igreja em Żary[47]
- Igreja Evangélica-Augsburgo:
  - Paróquia em Żary (igreja dos Anjos de Deus)[48]
- Igreja Greco-Católica na Polônia:
  - Instalação pastoral em Żary, os serviços são realizados na igreja católica da Assunção da Bem-Aventurada Virgem Maria[49]
- Igreja Católica polonesa:
  - Paróquia Bom Pastor[50]
- Igreja Católica na Polônia:
  - Paróquia de São José, o Esposo[51]
  - Paróquia de Nossa Senhora do Escapulário[51]
  - Paróquia da Divina Misericórdia[51]
  - Paróquia do Sagrado Coração de Jesus[51]
  - Paróquia da Assunção da Bem-Aventurada Virgem Maria[51]
  - Paróquia militar da Santa Cruz[52]
- Igreja Pentecostal na Polônia:
  - Igreja em Żary[53]
- Testemunhas de Jeová:
  - Igreja Żary-Osiedle (incluindo grupo de língua búlgara)
  - Igreja de Żary-Śródmieście
  - Igreja de Żary-Oeste (Salão do Reino, rua Bohaterów Getta 7)
- União das Comunidades Religiosas Judaicas:
  - Comunidade Religiosa Judaica em Breslávia, filial em Żary[54]

## Economia
A localização na zona fronteiriça tem grande influência no desenvolvimento econômico da cidade. Ricas tradições industriais, juntamente com condições favoráveis ao desenvolvimento, criadas pelas autoridades de Żary, fizeram com que as empresas de Żary se adaptassem rapidamente às novas condições econômicas. As indústrias da madeira, elétrica, metalúrgica e de materiais de construção desempenham um papel cada vez mais importante em Żary. Os estrangeiros investiram em muitas empresas em Żary, utilizando pessoal qualificado. Żary ocupa a 26.ª posição entre as cidades mais atraentes para investidores no ranking elaborado pelo Instituto de Economia de Mercado de Gdańsk. Em 2006, ficaram em 2.º lugar no ranking de comunas urbanas e urbano-rurais publicado pelo jornal Rzeczpospolita.

## Educação
- Escola primária n.º 1 Fryderyk Chopin[55]
- Escola primária n.º 2 Janusz Korczak[56]
- Escola primária n.º 3 Henryk Sienkiewicz[57]
- Escola primária n.º 5 Polskich Noblistów[58]
- Escola primária n.º 8 Bolesław I Chrobry[59]
- Escola primária n.º 10 Armia Krajowa[60]
- Escola primária Comunitária[61]
- Escola primária católica Jan Paweł II[62]
- Escola secundária Bolesław Prus[63]
- Escola secundária Social[64]
- Escola secundária católica Jan Paweł II[65]
- Complexo escolar de Economia[66]
- Centro de Formação Profissional e Continuada da Comissão Nacional de Educação[67]
- Complexo escolar da Construção Civil[68]
- Complexo de Escolas Gerais e Técnicas[69]
- Escola Secundária Técnica Ferroviária[70]
- Escola Industrial de Primeiro Grau (OHP Żary)[71]
- Escola Superior da Lusácia Jan Benedykt Solfa[72]
- Escola Estatal de Música Georg Philipp Telemann[73]
- Escola de Música Yamaha[74]
- Complexo de Escolas Especiais Maria Grzegorzewska[75]

## Cultura

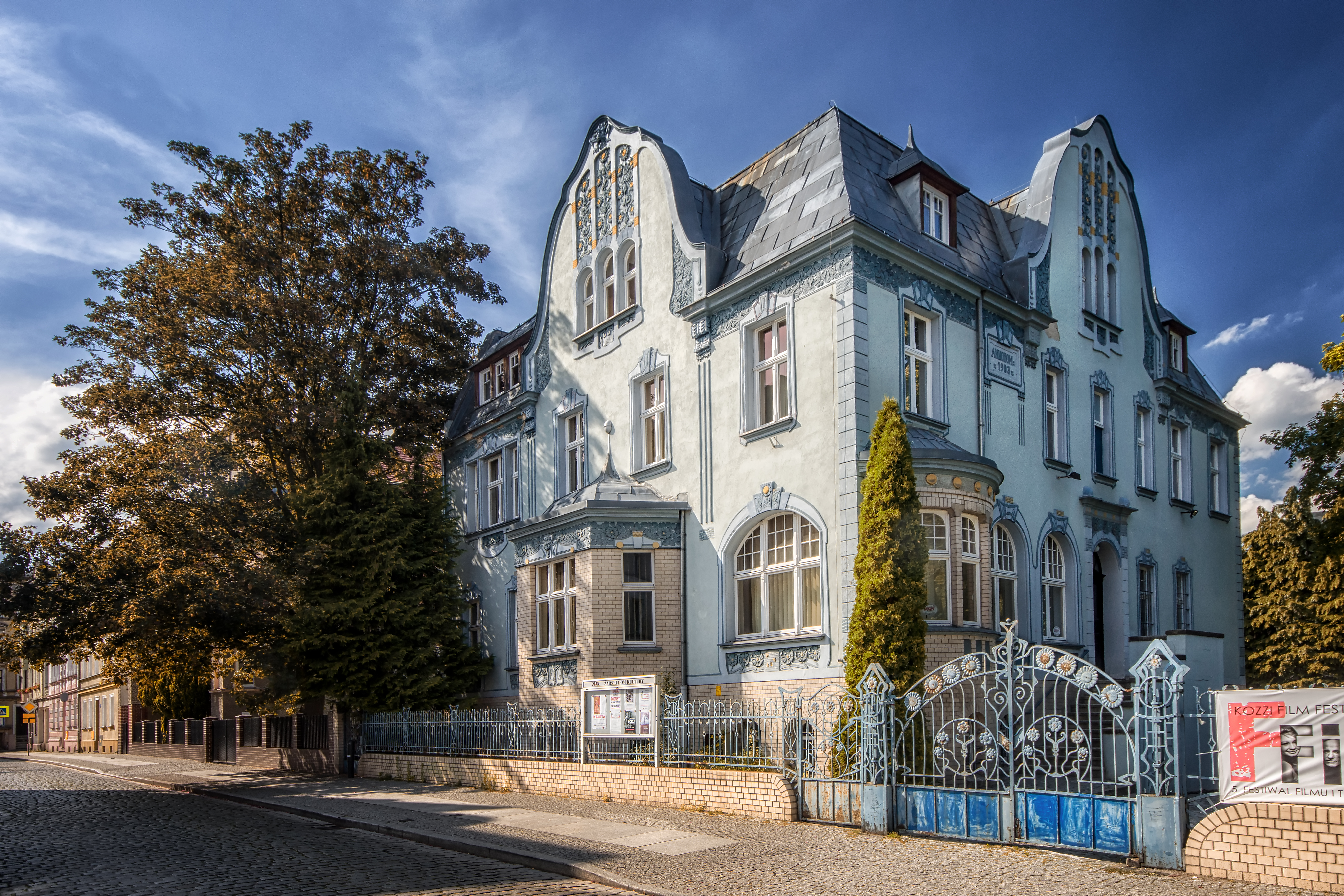
Casa da Cultura de Żary

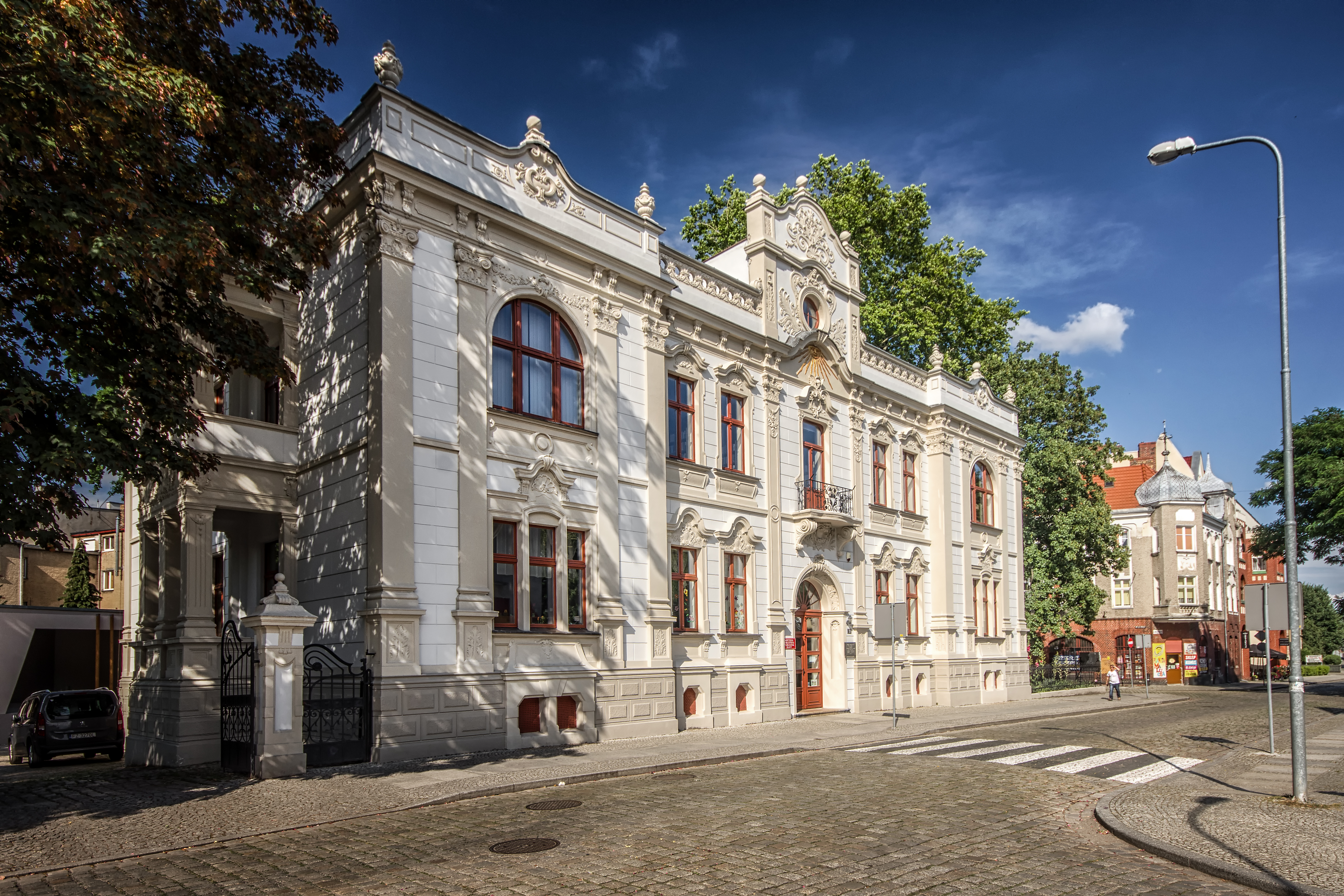
Biblioteca Pública Municipal (rua Wrocławska 11)

- Museu da Fronteira Silésia-Lusácia
- Museu das Fronteiras Orientais[76]
- Casa da Cultura de Żary
- Exposições de Arte da Casa da Cultura de Żary
- Ponto de Informação e Promoção (praça principal 17)
- Auditório “Luna” da Casa da Cultura de Żary “Mała Galeria ŻDK”
- Filial da Casa da Cultura de Żary “Kunice” “Galeria Zaścianek ŻDK”
- Centro Cultural da Juventude
- Biblioteca Pública Municipal
- Cinema “Pionier”
- Associação de Turismo da Fronteira Oriental — História nacional das Águias de Lviv[77]
- Filial PTTK Żary (Escritório de Atendimento ao Turista)

## Meios de comunicação
Jornais regionais:
- Gazeta Regionalna
- Gazeta Lubuska
- Moja Gazeta

### Televisão e rádio
- Na cidade, pode-se receber televisão digital terrestre (DVB-T) dos transmissores de Jemiołów, Wichów e Śnieżne Kotły. Devido à localização favorável da cidade, também é possível receber programas alemães e tchecos, bem como muitas estações de rádio (incluindo aquelas transmitidas por transmissores de montanha).

A Televisão Regional no canal 140 da rede Vectra (TV Digital) e no pacote de cabo analógico. A emissora foi criada em abril de 2013 e também pode ser assistida pela Internet.

## Esportes
Estão sediados na cidade:
- “Promień” Żary Esporte Clube, fundado em 1 de março de 1946, presente no terceiro escalão da competição e nas finais de 1/16 da Taça da Polônia. O clube joga partidas no Stadio KS Promień na rua Zwycięzców 38 em Żary.[79]
- No distrito de Kunice existe outro clube de futebol de Żary — “Unia” Kunice-Żary, cujo maior sucesso é o terceiro nível da competição. As partidas em casa são jogadas no estádio em Kunice.[80]
- O Clube Esportivo Municipal do Povo Agro de Żary (fundado em 1978) organiza seções de luta livre (masculina e feminina) e atletismo
- Academia de basquetebol “BC Swiss Krono Żary”.[81]
- Esporte Clube Marcial de Żary, que administra seções de Muay thai, boxe olímpico e artes marciais mistas.